# حملة فوليه-شانوان
حملة فوليه-شانوان أو حملة وسط إفريقيا وتشاد (بالفرنسية: Mission Afrique Centrale-Tchad) هي حملة عسكرية فرنسية أُرسلت من السنغال في عام 1898 لغزو حوض تشاد وتوحيد جميع الأراضي الفرنسية في غرب إفريقيا. عملت هذه الحملة بالاشتراك مع بعثتين أخريين، حملة فوريو-لامي القادمة من الجزائر وحملة جانتي من الكونغو الوسطى. رفض قائد الحملة ونائبه في القيادة تنفيذ أوامر فرنسية، وقتلا ضابطًا قياديًا، ثم قُتلا على يد جنودهم، ألقت هذه الأحداث بظلال قاتمة على الإمبراطورية الاستعمارية الفرنسية الناشئة في إفريقيا في نهاية القرن التاسع عشر. تُذكر هذه الحملة بسبب تورطها في الفساد والعنف الشديد، وأفعال يمكن اعتبارها اليوم جرائم حرب من الناحية القانونية.

## الهيكل والتوجيهات
انطلقت حملة فوليه-شانوان من داكار إلى بحيرة تشاد في نوفمبر عام 1898، وذلك عبر السودان الفرنسي (مالي الحديثة). وكان تتضمن 50 كتيبة سنغالية، و20 فرقة صبايحية (كلتا الوحدتين جُندتا في غرب إفريقيا) و30 مترجمًا، لكن الجزء الأكبر من الحملة كان يتكون من 400 مساعد و800 عتال أجبروا على الخدمة. كانت القوة تحت قيادة تسعة ضباط أوروبيين، القائدان، وخبير المدفعية الملازم بول غوالاند، والملازم لوي بيتو، والملازم من قوات البحرية مارك بالي، والمسؤول الطبي الدكتور هنريك، وثلاثة ضباط صف. كانت الحملة مسلحة بالكامل بالمدفعية والرشاشات ومئات البنادق وملايين طلقات الذخيرة.
كان النقيب بول فوليه ومساعده الملازم جوليان شانوان في القيادة. قال أحد زملاء النقيب الذي كان ابن طبيب يبلغ من العمر 32 عامًا، إنه يجمع بين «الحب الحقيقي للدم والقسوة إلى جانب الحساسية الحمقاء أحيانًا»؛ بينما قيل عن الملازم، ابن الجنرال ووزير الحرب المستقبلي تشارلز شنوان، إنه متهور وعديم الرحمة و«قاسٍ ذو دم بارد ويستمتع بالقسوة». وقد أثبت كلاهما قسوتهما وكفاءتهما قبل عامين، عندما غزوا ممالك موسي وعاصمتها واغادوغو.
كانت المهمة من اقتراح فوليه، الذي رآها وسيلة لتطوير حياته المهنية. وقد سعى بنشاط إلى الحصول على الدعم من السياسيين الفرنسيين، والذي كان من الصعب الحصول عليه بسبب النزاعات التي نشبت بين وزير المستعمرات أندريه لوبون ووزير الخارجية غابرييل هانوتو. واستحوذت الأزمة السياسية لقضية دريفوس أيضًا على انتباه السياسيين الفرنسيين، ما جعل الإصغاء إلى مقترح فوليه أكثر صعوبة. على الرغم من هذه العقبات، فقد نجح في الحصول على الموافقة على مشروعه بمساعدة مساعده شانوان.
تسببت أربعة أشهر من التأخير في بدء المهمة – والأموال الممنوحة المحدودة للغاية – بعواقب وخيمة على المستقبل. تجاهل فوليه التسلسلات الهرمية المحلية تمامًا وتصرف بحرية تجاه الأوامر التي تلقاها، والتي كانت غامضة للغاية، فقد طُلب إليه استكشاف المنطقة الواقعة بين نهر النيجر وبحيرة تشاد فقط، ووضع المنطقة «تحت الحماية الفرنسية». اكتفى وزير المستعمرات بالقول: «أنا لا أتظاهر بأنني قادر على إعطائك أي تعليمات حول الطريق الذي تختاره أو كيف تتصرف تجاه زعماء القبائل الأصلية». وفي رأي المؤرخ البريطاني ج. ريغان، كان هذا يعني «إعطاء تفويض مطلق لاثنين من المرضى النفسيين المعروفين الذين يلبسان الزي العسكري»، خاصة وأن فوليه قد أخبر حاكم السودان الفرنسي أنه كان يقصد سحق أي مقاومة عبر حرق القرى.

## التقسيم ولم شمل الرتل
انقسم الرتل عندما وصل إلى كوليكورو على نهر النيجر. قاد شانوان معظم الحملة البرية عبر منحنى النهر البالغ طوله 600 ميل، بينما أخذ فوليه بقية الرجال إلى أسفل النهر إلى تمبكتو، تحت قيادة المقدم جان فرانسوا كلوب، الذي زوده بـ 70 من الكتائب السنغالية و20 من الصبايحية. واجه شنوان صعوبات متزايدة في العثور على مؤن لرتله الكبير في المنطقة القاحلة التي كان يعبرها. فبدأ بنهب القرى في الطريق، وأمر بإطلاق النار على أي شخص يحاول الهرب. بالإضافة إلى هذه المشكلات، تفشى وباء الزحار. وبحلول نهاية الشهرين الأولين، فقدت الحملة 148 عتالًا بسبب الزحار.
اجتمع فوليه وشانوان مع الحملة في يناير في بلدة ساي، النقطة الفرنسية التي تقع أقصى شرق السودان (النيجر الحديثة). بات الرتل يضم 2000 رجل، وهو عدد أكبر بكثير من العدد الذي يمكن للإمدادات أن تحتمله. على الرغم من أنهم كانوا في المناطق الخاضعة للسيطرة الفرنسية، بدأت قوات فوليه بالنهب والسرقة والاغتصاب والقتل. وكان من بين أكثر الأحداث وحشية نهب قرية سانساني هوسا في 8 يناير عام 1899، حيث قُتل مئة شخص، من بينهم ثلاثون امرأة وطفلًا، وذلك انتقامًا لإصابة اثنين من جنوده. وعندما غادرت الحملة نهر النيجر في نهاية ذلك الشهر، للمرور عبر المناطق شبه الصحراوية الممتدة شرقاً، أصبحت مسيرتهم عربدة لا نهاية لها من النهب والقتل.

## الفضيحة في باريس
في يناير، أخبر الملازم بيتو، أحد ضباط الحملة، فوليه أنه سئم من الوضع وسيغادر؛ ورد فوليه بطرده في 29 يناير عام 1899 بسبب «عدم الانضباط وقلة الحماس». جاء هذا القرار بنتائج عكسية في النهاية: في 15 فبراير كتب بيتو رسالة إلى خطيبته توضح بالتفصيل الفظائع التي ارتكبها فوليه وشانوان التي كان قد شهدها. فتواصلت خطيبة بيتو مع نائبها المحلي، الذي أرسل رسالتها على الفور إلى وزير المستعمرات أنطوان غيلان. وقاد ذلك وزارة دوبوي في 20 أبريل إلى قرار اعتقال فوليه وشانوان وإرسال أوامر إلى الحاكم العام للسودان الفرنسي، العقيد فيمار، واستبدالهما بحاكم تمبكتو، كلوب، لقيادة الحملة. وما أثار قلق الحكومة الفرنسية هو قيام فوليه بأعمال النهب في صكتو، وهي منطقة غير محتلة، ومخصصة للمملكة المتحدة بموجب الاتفاقية الأنجلو-فرنسية في يونيو عام 1898.
غادر كلوب تمبكتو على الفور، وأخذ 50 من الكتائب السنغالية مع الملازم أوكتاف ميني كنائب له. في هذه الأثناء، واجه فوليه مقاومة كبيرة لتقدمه من قبل الملكة المحلية ساراوونيا، وكانت معركته الأشد في منطقة لوغو في 16 أبريل، حيث قتل 4 رجال وجرح 6. وانتقم فوليه في 8 مايو: في واحدة من أسوأ المذابح في تاريخ الاستعمار الفرنسي، إذ ذبح جميع سكان قرية بيرني نكوني، وقتل الآلاف من الناس.